# Théorie de l'apparence
Ne doit pas être confondu avec théorie des apparences.
La théorie de l’apparence est une théorie juridique, adoptée par la jurisprudence tant en France qu'en Belgique, qui permet de produire des effets de droit à une situation contraire à la réalité. Appliquée principalement en matière de mandat, l'apparence vise à assurer la sécurité des transactions et la protection des tiers de bonne foi, trompés par une apparence.
La théorie exige la réunion de trois voire quatre conditions cumulatives :
- Une situation contraire à la réalité
- Une croyance légitime du tiers
- Un risque de préjudice dans le chef du tiers
- Une imputabilité de l'apparence au titulaire véritable

La théorie de l'apparence se base sur un adage latin connu : error communis facit jus signifiant « une erreur commune fait le droit ».

## Droit québécois
En droit québécois, le mandat apparent de l'article 2163 du Code civil du Québec reprend à son compte la théorie de l'apparence : « Celui qui a laissé croire qu’une personne était son mandataire est tenu, comme s’il y avait eu mandat, envers le tiers qui a contracté de bonne foi avec celle-ci, à moins qu’il n’ait pris des mesures appropriées pour prévenir l’erreur dans des circonstances qui la rendaient prévisible ». 
D'après l'arrêt de principe Bertrand c. Crown, compagnie d’assurance vie, il existe quatre conditions pour conclure au mandat apparent : 1) l'absence de pouvoir de représentation du mandataire 2) la bonne foi du tiers qui invoque l'avantage mandat apparent,  3) des motifs raisonnables (objectifs) pour le tiers de croire au mandat 4) des motifs qui proviennent du mandant.